# Lowkey
Lowkey is een Nederlandse drillrapper en het huidige boegbeeld van de drillrapgroep FOG.

## Muziek
Lowkey staat bekend om zijn unieke rapstijl die omschreven kan worden als evocatief, agressief en lexicaal complex.

## Het leiderschap van FOG
Lowkey was samen met rapper RS de frontman van de drillrapgroep FOG. De twee vrienden noemden zichzelf "Duivelse duo". Zij waren het publieke gezicht en de voornaamste rappers van de groep. Dit veranderde toen RS overleed, wat het einde van het Duivelse duo-tijdperk van FOG inluidde. Na deze ingrijpende gebeurtenis bleef Lowkey als het huidige boegbeeld van de groep over. Op 18 december 2023 kwam zijn album INFERNO uit, het bevat 10 liedjes.